# Lamborghini SC63
El Lamborghini SC63 es un automóvil de carreras sport prototipo de la categoría LMDh diseñado por Lamborghini y construido por Ligier para competir en las clases Hypercar y GTP (Grand Touring Prototype) en el Campeonato Mundial de Resistencia de la FIA y el IMSA SportsCar Championship, respectivamente.

## Historia

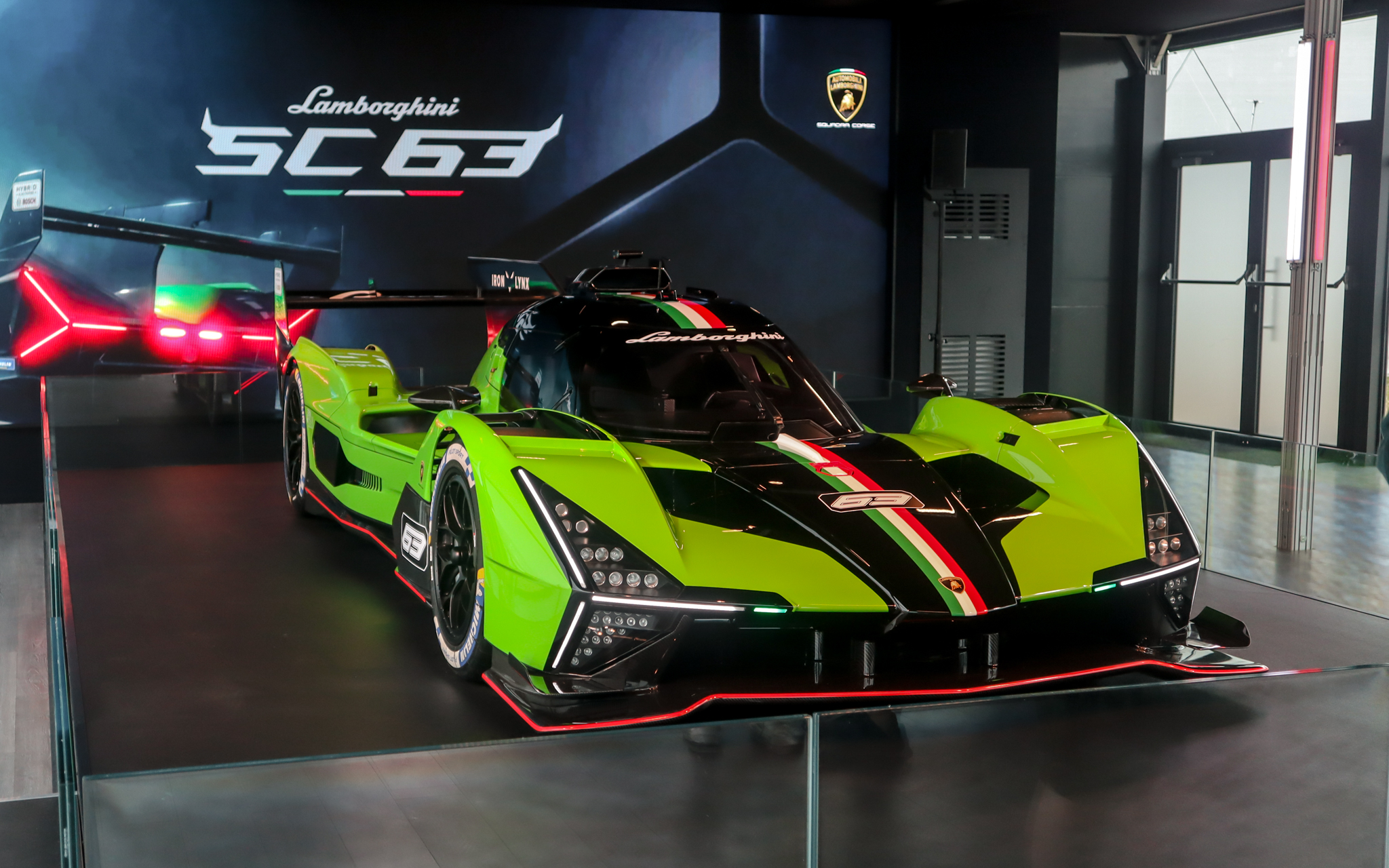
En el Festival de la velocidad de Goodwood de 2023

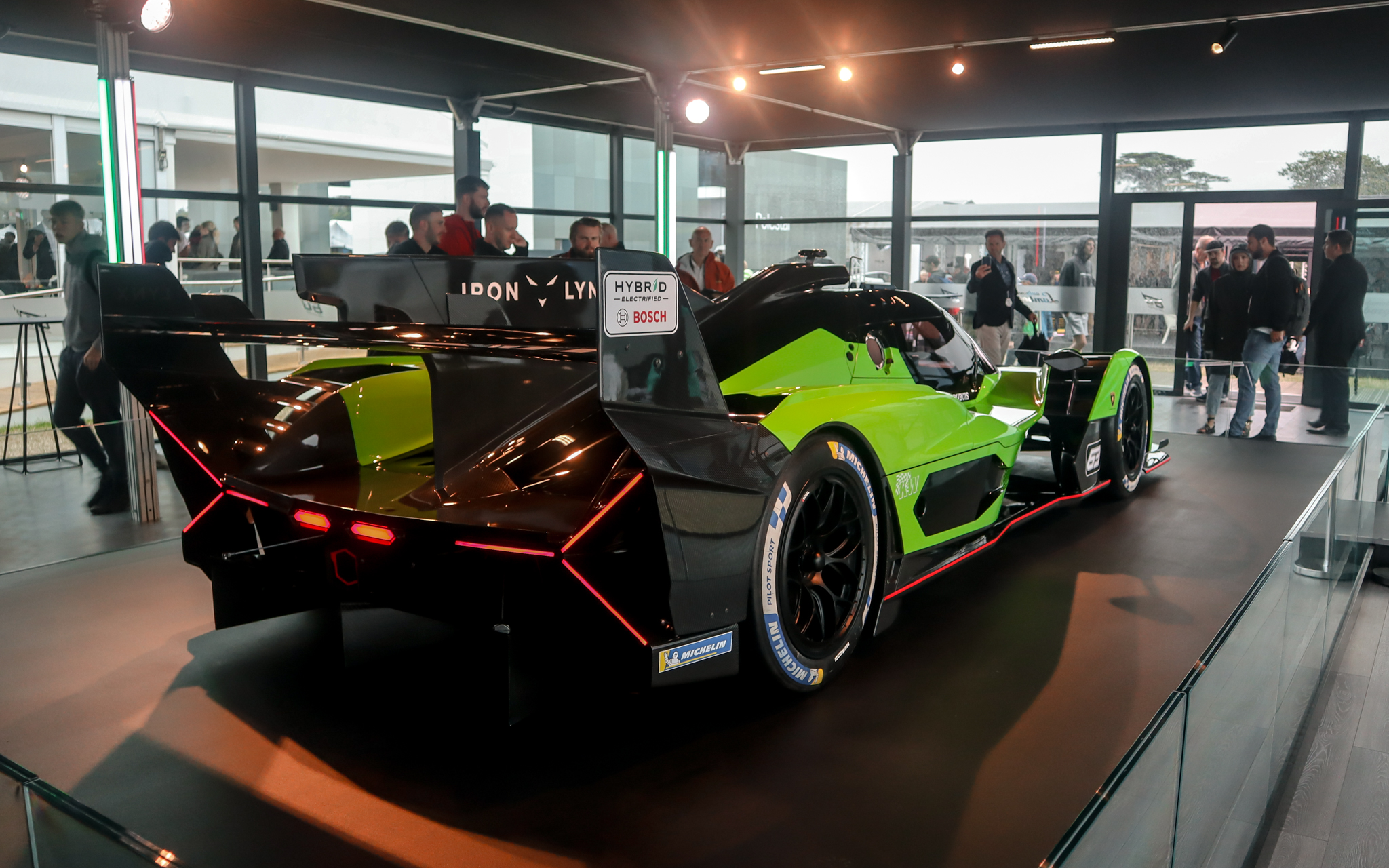
Vista trasera

El 17 de mayo de 2022, Lamborghini anunció formalmente su participación tanto en el Campeonato Mundial de Resistencia como en el Campeonato IMSA SportsCar a partir de la temporada 2024, utilizando un diseño de carreras compatible con LMDh. Un mes después, durante la conferencia de prensa de las 24 Horas de Le Mans 2022, se confirmó que Lamborghini trabajaría con Ligier como su proveedor de chasis, lo que convertiría a Lamborghini en el primer fabricante en el conjunto de reglas LMDh en seleccionar a Ligier como su socio. Hasta ese momento, los otros tres proveedores de chasis, Multimatic, Oreca y Dallara, habían sido elegidos al menos una vez.
En septiembre de 2022 surgieron más detalles sobre el prototipo, ya que Lamborghini anunció que utilizará una planta motriz híbrida, que consta de un motor V8 a 90° biturbo y componentes híbridos estandarizados, proporcionados por Williams Advanced Engineering, Bosch y Xtrac Limited, para una potencia combinada máxima posible de 500 kW (680 CV; 671 HP). En noviembre de 2022 se anunció una asociación con Iron Lynx para operar el equipo de fábrica.
La asociación comenzaría con programas GT3 respaldados por fábrica en el Campeonato IMSA SportsCar 2023 y la Copa de Resistencia Europa GT World Challenge 2023, que se expandiría a esfuerzos duales en el Campeonato Mundial de Resistencia FIA 2024 y el Campeonato IMSA SportsCar 2024. El director de deportes de motor de Lamborghini, Giorgio Sanna, dijo que el fabricante tendría como objetivo ejecutar solamente un coche en las ediciones de 2024 del WEC e IMSA, con una doble entrada prevista para las 24 Horas de Le Mans de 2024 y, posiblemente, la ronda del Circuito de las Américas del WEC.
El coche se presentó el 13 de julio de 2023, el primer día del Festival de la Velocidad del circuito de Goodwood de 2023. En entrevistas posteriores al lanzamiento del coche, Sanna declaró que Iron Lynx seguiría siendo el único operador del SC63 durante su ciclo de vida de 4 años que finaliza en 2027. También comentó que un debut en las 24 Horas de Daytona de 2024. Actualmente no estaba planeado, pero esto podría cambiar según los resultados de las pruebas iniciales.
El SC63 completó su primer tramo en el Autódromo de Vallelunga Piero Taruffi a principios de agosto de 2023. Le siguió la primera prueba completa del coche en Imola los días 10 y 11 de agosto de 2023. Las tareas de conducción para la prueba se dividieron entre Mirko Bortolotti, Andrea Caldarelli y Daniil Kvyat, cubriendo 1500 km (932 millas). Hubo una serie de modificaciones notables en comparación con las especificaciones de demostración del coche en Goodwood, con una cabina más cuadrada, aletas en el techo antes de la entrada de aire y nuevos elementos en el spoiler trasero.

## Resultados

### IMSA SportsCar Championship
(Clave) (negrita indica pole position) (cursiva indica vuelta rápida)

| Año  | Escudería             | Clase | Pilotos                          | N.º | Rondas | Rondas | Rondas | Rondas | Rondas | Rondas  | Rondas | Rondas | Rondas | Puntos | Pos. CP | Puntos | Pos. CC |
| Año  | Escudería             | Clase | Pilotos                          | N.º | 1      | 2      | 3      | 4      | 5      | 6       | 7      | 8      | 9      | Puntos | Pos. CP | Puntos | Pos. CC |
| ---- | --------------------- | ----- | -------------------------------- | --- | ------ | ------ | ------ | ------ | ------ | ------- | ------ | ------ | ------ | ------ | ------- | ------ | ------- |
| 2024 | Lamborghini Iron Lynx | GTP   | Matteo Cairoli Andrea Caldarelli | 63  | DAY    | SEB 7  | LBH    | LGA    | DET    | WGL Ret | ELK    | IMS    | PET    | 484*   | 21.º*   | 572*   | 5.º*    |
| 2024 | Lamborghini Iron Lynx | GTP   | Romain Grosjean                  | 63  | DAY    | SEB 7  | LBH    | LGA    | DET    | WGL     | ELK    | IMS    | PET    | 263*   | 28.º*   | 572*   | 5.º*    |

### Campeonato Mundial de Resistencia de la FIA
(Clave) (negrita indica pole position) (cursiva indica vuelta rápida)

| Año     | Equipo                | Clase    | Pilotos           | N.º | 1   | 2   | 3   | 4   | 5   | 6   | 7   | 8   | Puntos | Pos. |
| ------- | --------------------- | -------- | ----------------- | --- | --- | --- | --- | --- | --- | --- | --- | --- | ------ | ---- |
| 2024    | Lamborghini Iron Lynx | Hypercar |                   |     | QAT | IMO | SPA | LMS | SÃO | COA | FUJ | BHR | 11     | 8.º  |
| 2024    | Lamborghini Iron Lynx | Hypercar | Mirko Bortolotti  | 63  | 13  | 12  | Ret | 10  | 17  | 14  | Ret | Ret | 11     | 8.º  |
| 2024    | Lamborghini Iron Lynx | Hypercar | Daniil Kvyat      | 63  | 13  | 12  | Ret | 10  | 17  | 14  | Ret | Ret | 11     | 8.º  |
| 2024    | Lamborghini Iron Lynx | Hypercar | Edoardo Mortara   | 63  | 13  | 12  |     | 10  | 17  | 14  | Ret | Ret | 11     | 8.º  |
| 2024    | Lamborghini Iron Lynx | Hypercar | Andrea Caldarelli | 63  |     |     | Ret |     |     |     |     |     | 11     | 8.º  |
| 2024    | Lamborghini Iron Lynx | Hypercar | Matteo Cairoli    | 19  |     |     |     | 13  |     |     |     |     | N/A    | N/A  |
| 2024    | Lamborghini Iron Lynx | Hypercar | Andrea Caldarelli | 19  |     |     |     | 13  |     |     |     |     | N/A    | N/A  |
| 2024    | Lamborghini Iron Lynx | Hypercar | Romain Grosjean   | 19  |     |     |     | 13  |     |     |     |     | N/A    | N/A  |
| Fuente: |                       |          |                   |     |     |     |     |     |     |     |     |     |        |      |